# Gillerbergturnfest
Das Gillerbergturnfest am Berg Giller bei Hilchenbach im nordrhein-westfälischen Siegerland (Deutschland) gilt als größtes Bergturnfest im deutschsprachigen Raum. Traditionell wird es seit dem Jahr 1907 als mehrtägige Veranstaltung durchgeführt.

## Geographische Lage
Das Gillerbergturnfest findet am Giller (653,7 m ü. NN) statt, einem Berg im Rothaargebirge beim Hilchenbacher Ortsteil Lützel in der Gemarkung des Hilchenbacher Ortsteils Grund. Veranstaltungsort ist insbesondere der auch zu Grund gehörende und rund 600 Meter östlich der Ginsburg liegende Gillersportplatz (602,6 m ü. NN) am Südwestrand der unter Naturschutz stehenden Ginsberger Heide, die sich etwas nordwestlich des Gillers erstreckt. Westlich des Sportplatzes, an dem der Rothaarsteig vorbeiführt, steht das Waldschulheim Gillerheim, etwas nördlich liegt der Hof Ginsberg.

## Geschichte
Initiator des Gillerbergturnfestes war der Journalist und Turner Ewald Hahn († 1982) aus Kredenbach, einem Stadtteil von Kreuztal. Das erste Turnfest fand am 4. August 1907 statt. Bemühungen um einen Erwerb des Geländes für das Turnfest scheiterten.
Zunächst wurden behelfsmäßige Laufbahnen und Sprunggruben angelegt und im Jahr 1932 führten mühsame und langwierige Verhandlungen mit der Hofginsberger Haubergsgenossenschaft Grund zu einem Pachtvertrag auf 30 Jahre. Dies führte zunächst dazu, dass das Wettkampfgelände mit dem 1931/32 eingerichteten Freiwilligen Arbeitsdienst (FAD) ausgebaut und deutlich vergrößert wurde. Die Arbeiten für die Einebnung des Geländes und die Schaffung der Sportanlagen inklusive einer 400-Meter-Rundbahn wurden überwiegend von Turnern ausgeführt und dauerten vom 1. Februar bis Ende Juli 1932 – so entstand der Wettkampfplatz des Gillerbergturnfestes, der Gillersportplatz. Die Realisierung der seinerzeit bereits geplanten Halle als Unterkunft und Geräteraum musste vorläufig zurückgestellt werden.
Heute bietet der Sportplatz eine umfassende Infrastruktur für Sportler. Neben dem Gillerbergheim mit Duschen gibt es ein zweiteiliges Zeltlager und viele Sportstätten. Dazu zählen die Plätze für den Vollballwurf, den Hochsprung, den Schlagballwurf, das Steinstoßen und das Kugelstoßen, Bahnen für den Weitsprung sowie ein Feld für Beachvolleyball. Es sind eine Bühne, ein Info-Stand und ein DRK-Stand vorgesehen. Für den Gillerberglauf sind zwei Strecken von fünf und zehn Kilometern Länge ausgewiesen, die ein anspruchsvolles Streckenprofil bieten.

## Sportarten und -disziplinen
Beim Gillerbergturnfest werden Leichtathletik, Schwimmen, Tanz, Turnen, Volleyball und Wandern angeboten. Unter anderem gehören klassische Disziplinen aus der Zeit der Turnbewegung, aber auch moderne Sportdisziplinen zum Wettkampfprogramm:
- Baumstammstoßen
- Beachvolleyball
- Deutscher Mehrkampf
- Gerätturnen
- Hochsprung
- Just Dance
- Kugelstoßen (4 und 7,26 Kilogramm)
- Lauf (100, 1000, 2000, 3000, 5000, 10.000 Meter)
- Mehrkampf
- Nordic Walking (5 Kilometer)
- Orientierungslauf
- Ringtennis
- Schlagballwurf
- Schwimmen
- Staffellauf (6 × 75 Meter, 4 × 100 Meter)
- Steinstoßen (12 und 15 Kilogramm)
- Tanz
- Tauziehen
- Vollballwurf
- Wandern (5 und 10 Kilometer)
- Weitsprung
- KGW (Kindergruppenwettstreit)
- TGM/TGW (Turnerjugendgruppenmeisterschaft/-wettkampf)
- KWK (Kinderwettkampf)

## Ehrungen
Bei den Wettkämpfen werden unter anderem das Fritz-Schneider-Gedächtnisschild sowie der Wanderpreis Ginsberger Heide und Pokale vergeben.

## Rahmenprogramm
Ein Show-Event soll Vereinsgruppen ermöglichen, sich auf der Bühne des Gillerbergturnfestes zu präsentieren. Die Veranstaltung GillerStars ist nicht wettkampforientiert, sie dient vielmehr der Unterhaltung von Aktiven und Zuschauern.

## Teilnehmer
Das Gillerbergturnfest ist bundesoffen. Im Jahr 2011 haben 1508 Sportler teilgenommen (2010: 2213 Teilnehmer).

## Veranstalter und Ausrichter
Veranstalter ist seit 1907 der am 23. Januar 1889 gegründete Siegerland-Turngau 1886, Ausrichter ist die Turngemeinde Grund von 1909.

## Sponsoren
Ein Teil der Kosten des Gillerbergturnfestes wird von regionalen Sponsoren getragen, zu denen diverse Sparkassen und eine Brauerei gehören.

## Video on Demand
- Animierte Fotostrecke des Gillerbergturnfestes 2008 auf youtube.com (2:33 Min.)